# Christian Landu Landu
Christian Tamba Landu Landu (Stavanger, Noruega, 25 de enero de 1992) es un futbolista noruego de ascendencia congoleña. Juega de mediocampista y su equipo actual es el Sandnes Ulf de la Primera División de Noruega.

## Clubes
| Club        | País    | Año           |
| ----------- | ------- | ------------- |
| Viking FK   | Noruega | 2005-2015     |
| Tromsø      | Noruega | 2015-2018     |
| Sandnes Ulf | Noruega | 2019-presente |